# 幕末替身傳說
《幕末替身傳說》是於2022年7月8日至9月23日播映的日本原創電視動畫。

## 角色列表
一番星（聲：佐藤元 （日本）、翟巍（中国））
新選組局長・近藤勇的替身。幼時家族被雜面之鬼的武士殺害，因而非常討厭武士。想到什麼就做什麼，思考行為自由不拘。
朔夜（聲：土岐隼一（日本）、王青 (1993年)（中国））
新選組副長・土方歲三的替身。原為一名冷酷的暗殺者。性格固執，和一番星合不來。
藤堂平助（聲：豊永利行）
新選組唯一倖存者。因為思念已逝的新選組同伴，對「誠」和「武士道」相當執著。
白（聲：上坂すみれ（日本）、賴芸芬（中国））
沖田總司的替身。從劍術能力到知識學問都很高，勤奮鍛鍊的努力家。為替身新選組的唯一女兒身，平常著男裝，對桂有著不一樣的感情。
踪玄（聲：三木眞一郎）
山南敬助的替身。熱衷人體解剖的變態醫生，同時也是擅於科學實驗及發明的瘋狂科學家。
鈴蘭（聲：上村祐翔）
斎藤一的替身。身為僧侶也是好女色的花花公子。不論宗教派別，依然會真誠地哀悼任何一個靈魂。
逆太郎（聲：高木渉）
永倉新八的替身。犯下各種罪行的重犯。孤兒幫的首領，非常照顧關心孩子們，深得信賴。
某（聲：落合福嗣）
原田左之助的替身。可以熟練地用毛筆書寫，卻常常只考慮食物的大胃王。 本性善良溫和，力氣大。
羅生丸（聲：八代拓）
神秘組織，雜面之鬼的大將。其組織會將不祥光芒的妖刀分配給不安分的武士浪人們，後被一番星發現是其弟弟，本名月人
松平 容保（聲：白井悠介）
會津藩的藩主。為守護京都加入新選組。為了讓失去幹部的新選組繼續留下，決定執行替身作戰。
秋月 悌次郎（聲：石井康嗣）
侍奉松平的會津藩家臣。
桂（聲：浅沼晋太郎）
長州藩的武士。對時代有超前的見解思維，在舊觀念的長州武士們裡脫穎而出。善於變裝，對白似乎有著不一樣的感情
土御門晴雄（聲：速水奨）
土御門家、陰陽師的當家。真實身份是雜面之鬼的元帥。

## 消息公佈、宣傳
2022年3月24日，初次公開有關本作的消息，宣佈TWIN ENGINE將推出其首部原創電視動畫作品《幕末替身傳說》，並公開前導視覺圖、故事概要、主要製作人員陣容；本作將於同年7月首播，平川哲生執導兼編劇，武井宏之擔任角色原案，動畫製作公司是Geno Studio。4月14日，宣佈首播日期為7月8日，並公開主視覺圖、第1條宣傳片，以及主要角色的聲優陣容。

## 集數列表
| 集數     | 日文標題 | 中文標題                  | 編劇     | 分鏡               | 演出     | 作畫監督                                                                       | 總作畫監督         | 首播日期 （2022年） |
| -------- | -------- | ------------------------- | -------- | ------------------ | -------- | ------------------------------------------------------------------------------ | ------------------ | ------------------- |
| 第一話   |          | 籌組！罪人新選組          | 平川哲生 | 平川哲生           | 一居一平 | 小園菜穗、川村敏江、、一居一平                                                 | 橫田匡史           | 7月8日              |
| 第二話   |          | 光芒四射！遺物日本刀      | 平川哲生 | 平川哲生           | 鈴木薰   | 宮西多麻子、八木元喜                                                           | 川村敏江           | 7月15日             |
| 第三話   |          | 偽裝！潛入遊郭            | 杉原研二 | 森邦宏             | 森邦宏   | 平野繪美、中山みゆき、耳浦朋彰、宮西多麻子、戶澤東                             | 横田匡史、山田正樹 | 7月22日             |
| 第四話   |          | 搜尋！神秘妖刀            | 豬原健太 | 大倉雅彦、平川哲生 | 村山靖   | 阿形大輔、粟井重紀、西川真人、牧内ももこ、チャン ホアン、王斌、齋藤晴輝        | 川村敏江           | 7月29日             |
| 第五話   |          | 展現吧！和尚和醫生的決心  | 伊神貴世 | 島村大輔           | 島村大輔 | 和泉百香、佐野勝、島崎望、福井麻記、降籏秀吉、迎千葉瑠、山道到威               | 横田匡史、山田正樹 | 8月5日              |
| 第六話   |          | 闖入！邪惡白川屋          | 杉原研二 | 大嶋博之           | 大嶋博之 | 加藤明日美、二宮奈那子、高橋斐子、耳浦朋彰、宮西多麻子、戶澤東、柳昇希、金慶縞 | 川村敏江           | 8月12日             |
| 第七話   |          | 防止！新選組解散          | 豬原健太 | 一居一平           | 一居一平 | 小園菜穗、耳浦朋彰、林あすか                                                   | 山田正樹           | 8月19日             |
| 第八話   |          | 查案！池田屋事件          | 平川哲生 | 平川哲生、石倉禮   | 荒木澄史 | 八木元喜、平野繪美、宮西多麻子、二宮奈那子、高橋斐子                           | 川村敏江           | 8月26日             |
| 第九話   |          | 思念吧！人的想法 鬼的想法 | 伊神貴世 | 島村大輔           | 島村大輔 | 和泉百香、佐野勝、福井麻記、山本恭平                                           | 山田正樹           | 9月2日              |
| 第十話   |          | 保護！亞美利加黑船        | 杉原研二 | 大嶋博之           | 深瀨重   | 杉谷光一、中山みゆき、八木元喜、加藤明日美、袴田裕二、押田萌菜、齋藤晴輝、陳亮 | 川村敏江           | 9月9日              |
| 第十一話 |          | 衝刺！京都大決戰          | 豬原健太 | 平川哲生           | 森邦宏   | 高橋斐子、田寄雅郁、岩田幸大、林あすか、川村敏江、柳昇希、金慶鎬、王斌         | 山田正樹           | 9月16日             |
| 第十二話 |          | 幕末替身傳說！罪人新選組  | 豬原健太 | 島村大輔           | 鈴木薫   | 梅津茜、平野繪美、耳浦朋彰、日向正樹、宮西多麻子、佐藤麻里那、杉谷光一         | 川村敏江           | 9月23日             |

## 外部連結
- 官方網站（日語）
- 幕末替身傳說的X（前Twitter）（日語）